# 布伦斯马克
布伦斯马克是德国石勒苏益格－荷尔斯泰因州的一个市镇。总面积4.29平方公里，总人口163人，其中男性85人，女性78人（2011年12月31日），人口密度38人/平方公里。